# Xenosaga Episode II: Jenseits von Gut und Böse
Xenosaga Episode II: Jenseits von Gut und Böse (яп. ゼノサーガ エピソードII 善悪の彼岸 Дзэноса:га Эписо:до Цу: Дзэнъаку но Хиган) — японская ролевая игра, разработанная Monolith Soft и выпущенная Namco в 2004 году, вторая игра в серии Xenosaga. Название Jenseits von Gut und Böse (нем. «По ту сторону добра и зла») восходит к одноимённой книге немецкого философа Фридриха Ницше. Научно-фантастическая игра получила признание игроков и высокую оценку критики в первую очередь благодаря очень глубокому сюжету, тщательной проработке персонажей и массе аллюзий и отсылок ко всем областям человеческой культуры — от религии до квантовой физики.

## Геймплей
Основной геймплей разделён на две части — сюжетные кат-сцены и исследование подземелий. Во время последнего можно свободно перемещаться по локациям, собирая бонусы, и участвуя в сражениях с врагами, бродящими по карте. Впрочем, от врагов, кроме боссов, можно убежать или поймать их в ловушку (если бой все же состоится, то герои получат какой-то бонус, облегчающий битву). Помимо того, время от времени для продвижения дальше, игроку приходится решать различные головоломки. В некоторые периоды игры можно исследовать мирные локации, где беседовать с NPC и искать различные дополнительные квесты и скрытые бонусы. Дополнительные квесты входят «в глобальную самарянскую компанию» и дают какие-то награды, например, новые умения. Все существующие в игре локации (даже уничтоженные по сюжету) свободно доступны в любое время с помощью перелёта на корабле или терминала У. М. Н. — глобальной сети мира игры, позволяющей сделать виртуальную копию нужного места. После прохождения основного сюжета игроку предлагается загрузить последнее сохранение, чтобы найти ранее недоступные бонусы, квесты, а также сразиться с особенно могущественными врагами и пройти независящие от сюжета секретные подземелья. Здесь есть даже дополнительный кусок сюжета о спасении Вселенной от огромного робота, созданного тёмным профессором для контроля над всей сетью У. М. Н.

### Ролевая система
В целом напоминает таковую из первого эпизода, но с изменениями. Теперь всем героям доступны 4 уровня разных умений — пассивных, магических и других. Их можно выучить, потратив очки навыка, полученные в боях или за выполнение квестов.
Характеристики персонажей повышаются в процессе набора новых уровней автоматически, за опыт, полученный в битвах. Тем не менее, все персонажи отличаются друг от друга по стилю боя и задачам и имеют преимущества в той или иной сфере.

### Боевая система
Снова близка к первой части, но имеет особенности. При сражении «пешком» может участвовать 3 героя, а при использовании робота — 2 машины. В бою персонажи накапливают очки хода, которые можно потратить на выполнение комбинации ударов. При этом каждому персонажу доступен изначально набор атак, которые нельзя изменить или усовершенствовать. Некоторые персонажи могут атаковать разные зоны, другие — только какие-то одни. При этом некоторые имеют наложенную по умолчанию на атаку стихию (огонь, гром…), но можно наложить её отдельно, с помощью магии, для нанесения дополнительного урона. Можно так же наложить на врага негативный статус, так или иначе его ослабляющий.
Сражения полностью пошаговые, но при этом героям доступна функция рывка (boost) — позволяет выполнить ход помимо обычного порядка. Её применение ограничено шкалой рывка, постепенно заполняемой при атаках (до 3). Но можно её пополнить специальной магией. Она же доступна и врагам. Эта функция полезна для отмены действий врагов или дополнительной поддержки своих, а также для проведения длинных комбинаций атак сразу несколькими персонажами подряд, пока враг находится в состоянии «слома».
Атаки разделены по зонам — верхняя (С), средняя (В) и нижняя (А). Каждый враг уязвим для определённой комбинации атак по этим зонам (типа АВ), что переводит его в режим слома, когда он особенно уязвим для атак. В данном состоянии враг может быть брошен на землю или подкинут в воздух, что даёт разные преимущества — на земле враг доступен для атаки всем героям, в отличие от воздуха, но в случае воздушного слома, когда он упадёт на землю, его может атаковать другой герой, ход которого идёт следом, пользуясь уязвимым положением неприятеля.
В ходе боёв герои и враги неподвижны, но могут специальной командой переместиться в другое место на поле, чтобы получить возможность атаковать врага сзади (для большего урона) или избежать особо опасных атак.
Помимо того, часть боёв проходит на огромных роботах — Е. С. Они намного мощнее героев, и имеют 2 базовых атаки, но могут накапливать энергию, затрачиваемую на спецатаки особой силы. Их набор зависит от пилотов (в каждой машине 2). Всего их 3, и один из них помимо обычных и спецатак может применять магию, например, чтобы лечить товарища. Каждая из машин имеет разные характеристики и «специализацию». Роботы растут в уровне отдельно, и могут нести особую экипировку и броню.
У героев экипировки нет, нет в игре и магазинов, однако герои могут выучить особые умения, дающие им бонусы при активации (например, защита от рубящего урона). Помимо того, героям доступны двойные атаки — нововведение серии, когда атакуют сразу 2 персонажа. это даёт или урон против врага, или поддерживающие эффекты. Эти атаки надо заработать в дополнительных квестах.
Ещё героям доступна магия — лечебная, атакующая, ослабляющая, поддерживающая и другая. За выполнение поручений одного из второстепенных персонажей — профессора, главная героиня к концу игры получает возможность вызвать для помощи в бою гигантского могучего робота, атакующего врагов с огромной силой.
Ещё одна особенность боевой системы — это слоты, в определенном порядке меняющиеся каждый ход врага или героя, и дающие разные бонусы — плюс к урону, плюс к магии, плюс к шкале рывка и др.

## Сюжет
Сюжет второй части продолжает события, изложенные в оригинале. игра открывается с пролога, в котором рассказывается о событиях 14 летней давности, когда на прежней столице Федерации вспыхнула гражданская война. Считалось, что её причина — исследования доктора Иоахима Мизрахи, приведшие к распространению опасного вируса, вызывающего безумие. На охваченную хаосом планету отправляется пара героев для поиска особых У-данных, содержащих материалы об исследованиях доктора. Попутно к героям присоединяется офицер, придерживающийся тех же целей. Потом они сталкиваются с представителем организации У-ТИК, так же ищущих данные. Происходит бой между ними. После события возвращаются в современность (во вселенной игры). Здесь герои, прибыв на Вторую Милтию (столицу Федерации), подвергаются атаке той же организации, по-прежнему желающей владеть теми данными. Однако они терпят неудачу. Теперь герои сами хотят получить доступ к этой информации, однако попытка сканировать информацию (хранимую в мозгу одной из героинь), вводит её в бессознательное состояние. Герои вынуждены погрузиться в её подсознание, где сразиться с порождениями генерированного исследованиями артефакта «Зохар» вируса, угрожающего существованию Вселенной. Однако они попадают в ловушку, подстроенную одним из злодеев, в итоге У-данные оказываются у него, позволив ему стать существом «высшего порядка». Главная героиня не может смириться с этим, и вопреки указаниям начальства, решает провести собственное расследование. Ей удаётся бежать на космический корабль «вольных» торговцев, однако в ходе этого она чуть не погибает, будучи атакованной флотом полурелигиозной организации Иммигрантов, построивших на основе Зохара свою религию с целью привести человечество в высшую форму бытия. Герои решают отправиться на покинутую старую Милтию, чтобы разобраться с У-данными; к тому же, они получают таинственное послание, советующее туда отправиться). По дороге они попадают в крепость Иммигрантов Ормус, расположенную в открытом космосе между двух чёрных дыр, и уничтожают её, несмотря на сопротивление врага. Наконец, они прибывают к своей цели, проникают в цитадель организации У-ТИК Лабиринтос, где находят Зохар. Появляется лидер организации, активируя сверхмощного робота, с целью «очистить» Вселенную от грехов и уничтожить гносис (существ из параллельной Вселенной, угрожающих существованию человечества). В результате пробуждения робота планета уничтожена. Герои отправляются в систему, образованную машиной (Омега), и сражаются с лидером организации. После боя неожиданно появляются таинственные существа огромной мощи, уничтожая злодея и забирая Зохар. Следом вернувшийся из параллельного измерения другой злодей создаёт пространственно-временную аномалию, угрожающую существованию Вселенной, и вызывает одного из героев, своего брата, на поединок. В итоге злодей повержен, аномалия ликвидирована. Но Зохар захвачен возникшей из ниоткуда загадочной конструкцией. В эпилоге происходит беседа таинственных существ с руководителем одной из крупнейших компаний мира о дальнейшей судьбе Вселенной, раскрываемой в следующей части игры.

## Отзывы
| Сводный рейтинг | Сводный рейтинг |
| Агрегатор       | Оценка          |
| --------------- | --------------- |
| GameRankings    | 73,53 %         |